# Mnemofobia
Na psicologia, mnemofobia é a aversão ou o medo mórbido, irracional, desproporcional, persistente e repugnante das memórias e lembranças passadas. Pessoas que sofrem desse distúrbio psicológico podem temer recordações em geral ou apenas as más recordações. Valendo-se ressaltar que o conceito de uma "recordação má" fica relativizado e distorcido na mente do mnemofóbico, já que, para ele, tudo o que ele não quer recordar é mau.

## Etimologia
Mnemofobia é composta a partir de dois vocábulos do Grego antigo:
- μνήμον (mnemo) - lembrança, recordação; e
- φόβος (fóbos ou phóbos) - medo.

## Sintomas
Quando as pessoas que sofrem de mnemofobia são confrontadas com as lembranças que rejeitam, elas podem apresentar ansiedade intensa, e até sentimentos de pânico.
A autora americana Carrie Jones, em um de seus livros da série Need, dedica um capítulo a este fenômeno. No volume traduzido para o português, a sua personagem Zara White, a bordo de um avião, pensa consigo mesma:
| “ | Mnemofobia é um medo real. Não o inventei. Juro que não. Você pode sim ter medo das lembranças. Não temos um botãozinho que podemos desligar facilmente nosso cérebro. Seria bem legal, legal mesmo, se tal botão existisse. Então eu faço pressão nas minhas pálpebras com os dedos, tentando assim impedir que eu me lembre das coisas. Concentrome no presente, no agora. É isso que as pessoas nos programas de entrevistas na TV sempre nos mandam fazer: viver o momento. | ” |

Os sintomas físicos mais comuns desta fobia são:
- Respiração acelerada (taquipneia);
- Ritmo cardíaco irregular (taquicardia);
- Aumento da transpiração (hiperidrose);
- Boca seca (xerostomia);
- Náusea;
- Tremores; e
- Falta de ar (dispneia).

Dentre os sintomas psíquicos e comportamentais, encontra-se:[carece de fontes?]
- Desejo de fugir;
- Sensação de perda de controle;
- Choro;
- Gritos ou vontade de gritar; e
- Surto psicótico, nos casos mais severos.

## Causas
Assim como as outras fobias, a mnemofobia pode surgir subitamente após um ou mais eventos traumáticos ou pode desenvolver-se mais lentamente com o tempo.
Um adulto que teve uma infância muito traumática, de extrema pobreza ou violência familiar, por exemplo, pode chegar a rejeitar ambientes e temáticas infantis (como jogos, brinquedos, brincadeiras e festas) ou o convívio direto com crianças, para evitar a possibilidade de ser remetido às lembranças do seu próprio passado.
Mas em muitos casos esse transtorno ainda se desenvolve lentamente, se auto-alimentando, encontrando mais e mais motivos para associar consequências negativas ao ato de recordar. Nesses casos, os psicólogos muitas vezes não conseguem definir uma razão particular para o seu aparecimento.

## Tratamento
Os psicólogos tratam essa e outras fobias promovendo a reestruturação cognitiva através da terapia de resposta à exposição, também conhecida como terapia de dessensibilização ou dessensibilização sistemática, em que os pacientes são estimulados gentilmente a enfrentarem os objetos de seu medo. Isso o ensina a controlar o medo e as suas reações, até que ele compreenda que as lembranças não são tão perigosas como ele poderia crer.

## Doenças relacionadas
A rejeição crônica das lembranças pode, em algumas pessoas com pré-disposições genéticas, evoluir para o Alzheimer. Enquanto que indivíduos que têm apenas a tendência hereditária do Alzheimer, podem sofrer de um medo contrário, a amnesifobia, que é o medo de perder a memória ou esquecer completamente de alguns acontecimentos específicos do passado.